# 레베카 이마누엘
레베카 이마누엘(Rebecca Immanuel, 1970년 11월 13일 ~ )은 독일의 배우이다.